# Волжанка (минеральная вода)
«Волжа́нка» — сульфатно-гидрокарбонатная магниево-кальциевая лечебно-столовая минеральная вода со значительным содержанием органических веществ источников №1 («Главный»), №2-3 «Малые Ундоры», а также без содержания органических веществ скважины «Ивашевская», расположенных в непосредственной близости с. Ундоры Ульяновской области. Розлив осуществляется Ундоровским Заводом Минеральной Воды.
Химический состав
| Химический состав    | мг/л     |
| -------------------- | -------- |
| Общая минерализация  | 800-1200 |
| Кальций (Ca)         | 100-250  |
| Магний (Mg)          | <100     |
| Калий (K)            | 2-20     |
| Бикарбонаты (HCO3)   | 30-400   |
| Фторид-ион (F)       | 0,6-1,0  |
| Натрий (Na)          | <20      |
| Cорг                 | 5-10     |
| Жесткость (мг-экв/л) | 1,5-4,5  |

Минерализация воды (0,8 — 1,2 г/дм3). В «Волжанке» содержится более 20 макро- и микрокомпонентов, составляющих единый биологически активный комплекс.
Содержание органических веществ — 5-10 гр/л. Для сравнения — средняя плотность органических веществ в минеральных водах Баден-Бадена — 0.6 гр/л, Висбадена — 1.2 гр/л, Бад-Киссингена — 3.1 гр/л, Цехоцинека — 5.7 гр/л.
Способствует ликвидации воспалительных процессов в органах и тканях, стимулирует вывод мелких камней, песка из почек, желчного пузыря, моче-и желчевыводящих путей, нормализует обмен веществ, деятельность желудочно-кишечного тракта, поджелудочной железы, активирует деятельность местных нервных и эндокринных клеток, регулирующих моторику и секрецию желудочно-кишечного тракта, печени и поджелудочной железы. Минеральная вода также обладает мочегонным, желчегонным, обезболивающим действием, снимает воспалительный процесс в почках, мочевых и желчных путях, печени, кишечнике.
Минеральная вода «Волжанка» является аналогом воды «Нафтуся» (г. Трускавец, Украина).

## Применение минеральной воды
По рекомендации специалистов допускается лечебное применение «Волжанки» при следующих заболеваниях:
- заболевания пищеварительной системы; болезни желчного пузыря и желчевыводящих путей;
- болезни мочеполовой системы: хронический пиелонефрит, хронический цистит, уретрит, тригонит, мочекаменная болезнь при отсутствии препятствий для оттока мочи; состояние после оперативного лечения;
- болезни эндокринных желез, расстройства питания и нарушения обмена веществ; нарушение солевого обмена.

## Источник
Месторождение Ундоровской минеральной воды находится в особо охраняемой санитарной зоне Ундоровского курорта, признанного экологически чистой территорией. 